# Live at Budokan: Bonez Tour
Bonez Tour 2005 - Live at Budokan – drugi album koncertowy kanadyjskiej piosenkarki Avril Lavigne. Wydany na DVD w 2005 roku, tylko w Japonii.

## Lista utworów
1. He Wasn’t
2. My Happy Ending
3. Take Me Away
4. Freak Out
5. Unwanted
6. Anything But Ordinary
7. Who Knows
8. I’m with You
9. Losing Grip
10. Together
11. Forgotten
12. Tomorrow
13. Nobody’s Home
14. Fall To Pieces
15. Don’t Tell Me
16. Sk8er Boi
17. Complicated
18. Slipped Away